# Азаров, Василий Никонович
Василий Никонович Азаров (род. 4 августа 1932, село Краснополье, Центрально-Чернозёмная область) — передовик сельскохозяйственного производства, механизатор, бригадир тракторной бригады. Герой Социалистического Труда (1967).

## Биография
Родился 4 августа 1932 года в крестьянской семье в селе Краснополье Воробьёвского района (ныне — Воронежской области).
В 1949 году начал свою трудовую деятельность в колхозе имени Ленина Воробьёвского района.
После окончания училища механизации в Ольховатке в апреле 1955 г. по комсомольской путёвке отправился осваивать целину в Казахской ССР. Работал механизатором в совхозе «Восток» Ленинградского района Кокчетавской области.
За выдающиеся достижения в трудовой деятельности удостоен в 1967 году звания Герой Социалистического Труда.
После выхода на пенсию переехал на жительство в город Борисоглебск.

## Награды
- Герой Социалистического Труда — указом Президиума Верховного Совета СССР от 19 апреля 1967 года
- Орден Ленина (1967)